# Třebotov
Třebotov – wieś i gmina w Czechach, w powiecie Praga-Zachód, w kraju środkowoczeskim. Według danych z dnia 1 stycznia 2013 liczyła 1 343 mieszkańców.